# Stonybrook-Wilshire
Stonybrook-Wilshire es un lugar designado por el censo ubicado en el condado de York en el estado estadounidense de Pensilvania. En el año 2000 tenía una población de 5,414 habitantes y una densidad poblacional de 622 personas por km².

## Geografía
Stonybrook-Wilshire se encuentra ubicado en las coordenadas 39°58′29″N 76°38′34″O / 39.97472, -76.64278.

## Demografía
Según la Oficina del Censo en 2000 los ingresos medios por hogar en la localidad eran de $57,006 y los ingresos medios por familia eran $65,111. Los hombres tenían unos ingresos medios de $47,467 frente a los $28,162 para las mujeres. La renta per cápita para la localidad era de $27,418. Alrededor del 4.7% de la población estaba por debajo del umbral de pobreza.